# カルバコール
カルバコール (英:carbachol) はコリンエステル類に属するコリン作動薬のひとつ。コリンエステラーゼで分解されにくいため、作用の持続時間がコリンエステル類の中で最も長い。ムスカリン様作用とニコチン様作用を有する。ウマの疝痛、ウシの第一胃アトニーなどにおいて消化管運動を亢進することを目的として使用される。アトロピンにより拮抗される。